# El Pueblo (Huesca)
El Pueblo fue un periódico español editado en Huesca entre 1932 y 1936.

## Historia
El diario fue fundado el 24 de junio de 1932, como sucesor del semanario radicalsocialista Hoy. El diario, de ideología republicana y dirigido por Rafael López Amador, fue cercano al Partido Republicano Radical Socialista (PRRS). El Pueblo se consolidaría como el principal portavoz de la izquierda republicana en el Alto Aragón. El diario también apoyaría los postulados políticos representados por Manuel Azaña. Continuó editándose hasta el estallido de la Guerra civil, en julio de 1936.
Las instalaciones fueron incautadas por la Falange, y servirían de base para la puesta en marcha del diario Nueva España.